# Stonewall, Oklahoma
Stonewall är en kommun (town) i Pontotoc County i Oklahoma. Orten har fått sitt namn efter militären Stonewall Jackson. Vid 2010 års folkräkning hade Stonewall 470 invånare.